# SN 2005fe
SN 2005fe – supernowa typu Ia odkryta 10 września 2005 roku w galaktyce A221927+0029. W momencie odkrycia miała maksymalną jasność 21,10m.